# Llista d'estrelles amb planetes extrasolars confirmats

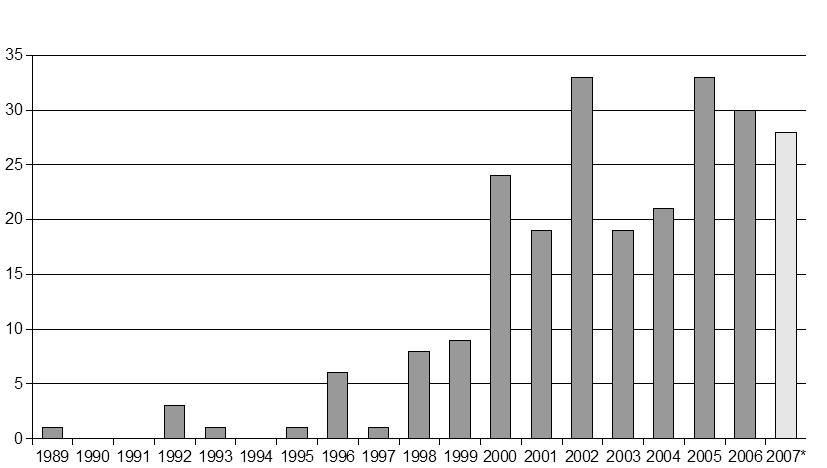
Nombre de planetes extrasolars descoberts per any, fins a maig de 2007

Llista d'estrelles amb planetes extrasolars amb existència confirmada. Els primers planetes extrasolars dels quals es va confirmar l'existència orbitaven els púlsars PSR B1257+12 i PSR B1620-26. Aquests descobriments foren anunciats en el 1992 i el 1993 respectivament. El primer exoplaneta que es va trobar orbitant una estrella semblant al Sol, 51 Pegasi b, fou descobert a 51 Pegasi el 1995.
Aquí es dona una llista de 242 planetes —236 orbiten una estrella normal (55 en sistemes planetaris múltiples i 177 en sistemes d'un sol planeta), 4 orbiten púlsars, 1 òrbita una nana marró, i 1 és un planeta lliure.
Els planetes s'esmenten amb indicacions de la seva massa aproximada com a múltiples de la massa de Júpiter (MJ = 1,8986 × 1027 kg) o múltiples de la massa de la Terra (ME = 5,9736 × 1024 kg), i la distància aproximada en unitats astronòmiques (1UA = 1,496 × 108 km, distància entre la Terra i el Sol) de la seva estrella respectiva.
S'ha de tenir en compte que les masses dels planetes són (en la major part) límits inferiors. Si es detecta un planeta pel mètode de la velocitat radial, no s'obté cap informació sobre la inclinació del pla de la seva òrbita al voltant de l'estrella, i aquest valor és necessari per calcular la massa. Ha esdevingut un costum assumir de forma arbitrària que el planeta està alineat exactament en la línia visual des de la Terra (això produeix la massa més baixa possible consistent amb els mesuraments de la línia espectral). Per a més informació de com es poden detectar, vegeu: planeta extrasolar.
Fins al moment, no hi ha un acord de la Unió Astronòmica Internacional per crear un sistema per designar els exoplanetes, ni hi ha tampoc un pla per crear un sistema de noms pels planetes extrasolars. Està guanyant prominència la tendència a usar una lletra minúscula (començant per la "b") per estendre la designació de les estrelles. Per exemple: 94 Ceti Ab és el primer planeta extrasolar trobat voltant 94 Ceti A, ella mateixa un membre del sistema doble 94 Ceti. Alguns planetes extrasolars han rebut un nom no oficial, però aquest nom no ha estat sancionat per la UAI.

## Estrelles normals
Actualment es coneixen 236 planetes que orbiten estrelles "normals" (això és, que "funcionen" mitjançant fusió nuclear).
Es coneixen 177 planetes que formen un sistema planetari amb un sol planeta, i 55 planetes que formen part de sistemes planetaris múltiples (18 de dos planetes, 5 de tres, i 2 de quatre). S'ha de fer constar que els sistemes de detecció actuals no permeten descobrir els planetes de poca massa, per tant aquestes estrelles podrien tenir més planetes, si aquests estan per davall del límit de detecció, o estan tan lluny que no s'han pogut detectar.

## Púlsars
Hi ha actualment quatre planetes coneguts que orbiten púlsars. El planeta de PSR B1620−26 té una òrbita circumbinària voltant un púlsar i una estrella nana blanca.

## Nanes marrons
Hi ha un planeta conegut orbitant una nana marró.
Ordenats per ascensió creixent de l'estrella nana marró.

## Planetes lliures
Hi ha actualment un planeta que és probable que sigui un planeta interestel·lar lliure, això és, no sembla orbitar una estrella.
A més, hi ha el cas de Cha 110913 per al qual encara no hi ha consens entre els científics sobre si classificar-lo com una nana marró (amb planetes) o un planeta extrasolar (amb llunes).